# Peter Forsberg
Peter Mattias Forsberg (IPA: fɔʂbærjⓘ; * 20. Juli 1973 in Örnsköldsvik) ist ein ehemaliger schwedischer Eishockeyspieler und heutiger -funktionär. Zwischen 1995 und 2011 spielte er in der National Hockey League (NHL) für Québec Nordiques, Colorado Avalanche, Philadelphia Flyers und Nashville Predators auf der Position des Centers. In seiner 14 Spielzeiten dauernden NHL-Karriere gewann er mit Avalanche 1996 und 2001 den Stanley Cup, 2003 die Hart Memorial Trophy als wertvollster Spieler der Liga sowie die Art Ross Trophy als bester Scorer der regulären Saison. Auf internationaler Ebene gewann Forsberg mit der schwedischen Nationalmannschaft bei den Olympischen Winterspielen 1994 und 2006 die Goldmedaille sowie 1992 und 1998 die Eishockey-Weltmeisterschaft. Forsberg ist folglich Mitglied im Triple Gold Club sowie Träger weiterer Ehrungen und Auszeichnungen. Sein Stammverein Colorado Avalanche ehrt den Spieler damit, dass seine Rückennummer 21 seit seinem Rücktritt vom aktiven Sport nicht mehr vergeben wird.

## Karriere

### Anfänge in Schweden (1973–1995)
Peter Forsberg wurde am 20. Juli 1973 in der schwedischen Stadt Örnsköldsvik geboren und begann im Alter von fünf Jahren mit dem Eishockeyspielen. Seit seinem sechsten Lebensjahr war er Mitglied des MoDo Hockeyklubb und durchlief zunächst sämtliche Kinder- und Jugendabteilungen des Vereins. Sein Vorbild als Heranwachsender war Håkan Loob. Im Alter von 14 Jahren wurde er in ein regionales All-Star-Team gewählt, ein Jahr darauf gelang ihm mit MoDo der Gewinn der nationalen Juniorenmeisterschaft.
Ab der Spielzeit 1989/90 spielte er erstmals für die Juniorenmannschaft des MoDo Hockeyklubb in der Nachwuchsliga J20 SuperElit, zusätzlich hatte er in dieser Saison auch einen Einsatz für MoDos Herrenmannschaft in der Allsvenskan, Schwedens zweithöchster Spielklasse. In der folgenden Saison erzielte Forsberg in 39 J20-SuperElit-Spielen 102 Scorerpunkte, darüber hinaus kam er auch für den in die Elitserien aufgestiegenen Profi-Klub regelmäßig zum Einsatz. Anschließend wurde er beim Entry Draft der National Hockey League (NHL), einer jährlichen Veranstaltung, bei der sich die Mannschaften der National Hockey League die Rechte an hoffnungsvollen Nachwuchsspielern sichern können, in der ersten Runde an insgesamt sechster Position von den Philadelphia Flyers ausgewählt. Diese frühe Wahl galt als überraschend, da der Schwede vor dem Entry Draft als 25. der besten Nachwuchsspieler und somit als gute Zweitrunden-Wahl bewertet worden war.
Nach dem Draft blieb Forsberg noch drei weitere Jahre in Schweden. Am Ende der Saison 1992/93 erhielt er als bester schwedischer Eishockeyspieler den Guldpucken (Goldener Puck), zusätzlich wurde der Offensivakteur als wertvollster Spieler der Elitserien mit dem Guldhjälmen (Goldener Helm) ausgezeichnet. Beide Auszeichnungen erhielt Forsberg auch am Ende der Folgesaison, nachdem er den MoDo Hockeyklubb ins Meisterschaftsfinale geführt hatte, welches seine Mannschaft im fünften Spiel der Best-of-Five-Serie gegen Malmö IF verlor. Zu diesem Zeitpunkt galt Forsberg als bester nicht in der NHL aktiver Spieler der Welt.

### Der Lindros-Transfer
Eric Lindros war beim NHL Entry Draft 1991 an erster Gesamtposition von den Québec Nordiques ausgewählt worden. Nachdem sich der Spieler geweigert hatte, mit dem frankokanadischen Franchise Vertragsverhandlungen einzugehen, wurde er am 30. Juni 1992 zu den Philadelphia Flyers transferiert. Die Nordiques erhielten im Gegenzug neben Forsberg fünf weitere Spieler, zwei Erstrunden-Wahlrechte für 1993 und 1994 sowie 15 Millionen US-Dollar. Dieses Transfergeschäft gilt als eines der einseitigsten aller Zeiten, das die folgenden erfolgreichen zehn Jahre des Franchises manifestierte. Diese Fügung wird außerdem als das Beste angesehen, was Forsberg im Hinblick auf seine NHL-Karriere passieren konnte.

### Sofortiger Erfolg in Nordamerika (1995–2001)

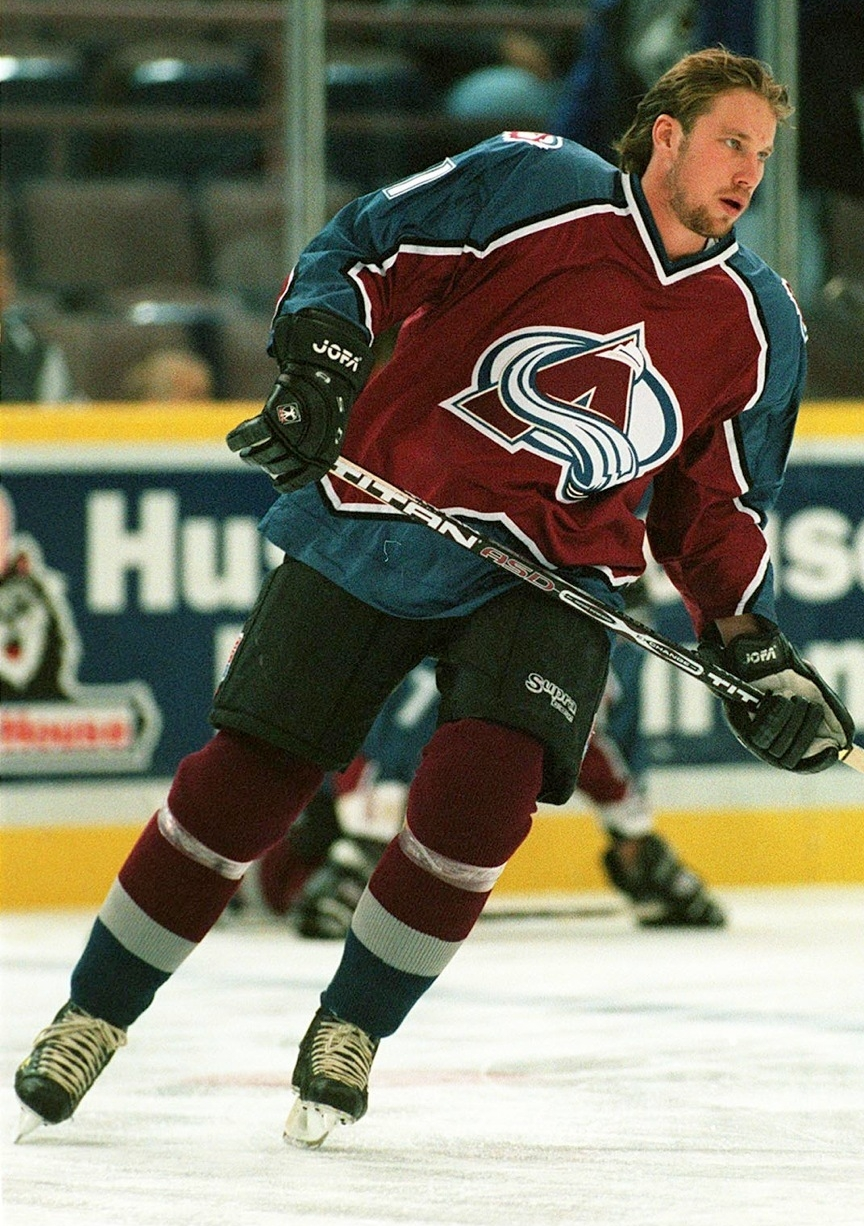
Peter Forsberg während eines Saisonvorbereitungsspiels im Trikot der Colorado Avalanche (1997)

Im Oktober 1993 unterschrieb Forsberg einen Vierjahresvertrag bei den Québec Nordiques, der ihm ein Gehalt von 6,5 Millionen US-Dollar für diesen Zeitraum zusicherte. Zusätzlich erhielt er einen Unterschriftsbonus in Höhe von 4,275 Millionen US-Dollar. Im Sommer 1994 entschied sich Forsberg schließlich für einen Wechsel nach Nordamerika, um ab der Spielzeit 1994/95 für die Nordiques in der National Hockey League zu spielen. Der Saisonstart verzögerte sich wegen eines Lockouts jedoch um einige Wochen, sodass er auch diese Saison in der Elitserien begann und in elf Partien für den MoDo Hockeyklubb auflief. Nachdem die NHL im Januar 1995 den Spielbetrieb wieder aufgenommen hatte, absolvierte Forsberg am 21. Januar 1995 gegen die Philadelphia Flyers sein erstes NHL-Spiel. Sein erstes Tor erzielte er sechs Tage später gegen Torwart Grant Fuhr von den Buffalo Sabres. Insgesamt bestritt Forsberg in seiner Rookie-Saison 47 Spiele für die Québec Nordiques, in denen ihm 15 Tore und insgesamt 50 Scorerpunkte gelangen. Damit war er hinter Mannschaftskapitän Joe Sakic zweitbester Punktesammler Québecs. Die Nordiques beendeten die reguläre Saison als zweitbestes Team der NHL, schieden jedoch in der ersten Play-off-Runde gegen den amtierenden Stanley-Cup-Sieger New York Rangers aus. Am Saisonende erhielt Peter Forsberg die Calder Memorial Trophy, die jährlich an den besten Neuprofi vergeben wird.
Trotz des sportlichen Erfolges plagten die Nordiques finanzielle Probleme. Der damalige Teambesitzer Marcel Aubut entschloss sich 1995 zu einem Verkauf des Teams an die COMSAT Corporation, nachdem finanzielle Hilfe von Seiten kommunaler Stellen abgelehnt worden war. Im Sommer 1995 wurde das Franchise nach Denver im US-Bundesstaat Colorado umgesiedelt und in Colorado Avalanche umbenannt.
Im ersten Jahr in Denver absolvierte Forsberg mit 116 Punkten seine erfolgreichste Saison. Colorado Avalanche belegte am Ende der Vorrunde hinter den Detroit Red Wings den zweiten Platz der Western Conference. In den anschließenden Play-offs gewann die Avalanche das Conference-Viertelfinale gegen die Vancouver Canucks, das Conference-Halbfinale gegen die Chicago Blackhawks sowie das Conference-Finale gegen die Detroit Red Wings mit 4:2-Spielen. Im Stanley-Cup-Finale spielte Colorado gegen das Siegerteam der Eastern Conference, die Florida Panthers. Die Colorado Avalanche besiegte das Team aus Miami mit 4:0 Siegen, einem Sweep, und gewann ihren ersten Stanley Cup.
In der Saison 1996/97 bestritt Forsberg infolge einer Oberschenkelverletzung nur 65 von 82 möglichen Spielen. Das Québec/Colorado-Franchise gewann zum dritten Mal in Folge einen Divisions-Titel und zum ersten Mal die Presidents’ Trophy als punktbestes Team der regulären Saison. In den anschließenden Play-offs scheiterte die Avalanche im Finale der Western Conference an den Detroit Red Wings. Forsberg stellte in der NHL-Saison 1998/99 mit 30 erzielten Treffern seine bisherige Karrierebestmarke ein. Am Ende der Hauptrunde dieser Spielzeit wurde sein zum Saisonende auslaufender Vertrag um drei Jahre verlängert. Der neue Kontrakt hatte einen Wert von 26,5 Millionen US-Dollar, zusätzlich erhielt Forsberg einen 3,5 Millionen US-Dollar hohen Unterschriftsbonus. Somit gehörte er zu den Spitzenverdienern der National Hockey League dieser Zeit.

### Zweiter Stanley-Cup-Erfolg, Lockout (2001–2005)
Die Saison 2000/01 verlief für Forsberg und die Colorado Avalanche überaus erfolgreich. Colorado war am Ende der regulären Saison mit 118 Punkten das beste Team der NHL und erhielt folglich erneut die Presidents’ Trophy. In den Play-offs besiegte die Avalanche im Conference-Viertelfinale die Vancouver Canucks, im Conference-Halbfinale die Los Angeles Kings und im Conference-Finale die St. Louis Blues. Im Stanley-Cup-Finale gewann Colorado die Best-of-Seven-Serie gegen die New Jersey Devils mit 4:3-Spielen. Forsberg zog sich in der letzten Partie des Conference-Halbfinals eine Milzruptur zu. Infolgedessen wurde das Organ entfernt und der Schwede fiel für den Rest der Play-offs aus. Zum Zeitpunkt seines Ausfalls war Forsberg bester Punktesammler der Avalanche.
Nach einer Knöchelverletzung musste Forsberg die komplette reguläre Saison der Spielzeit 2001/02 vom Spielbetrieb aussetzen. Er kehrte im April 2002 rechtzeitig zum Play-off-Beginn in den Kader der Colorado Avalanche zurück und erreichte mit seiner Mannschaft das Western-Conference-Finale, in welchem Colorado den Detroit Red Wings unterlag. Trotz der langen Pause und des Drittrunden-Ausscheidens der Avalanche erzielte Forsberg in 20 Play-off-Partien 27 Scorerpunkte; mehr als jeder andere NHL-Spieler in dieser Saison. In der darauffolgenden Saison gewann er als erfolgreichster Scorer der Hauptrunde die Art Ross Trophy. Zusätzlich wurde Forsberg am Ende dieser Spielzeit als wertvollster Spieler der National Hockey League mit der Hart Memorial Trophy ausgezeichnet.

### Endlich in Philadelphia, Gastspiel in Nashville (2005–2007)

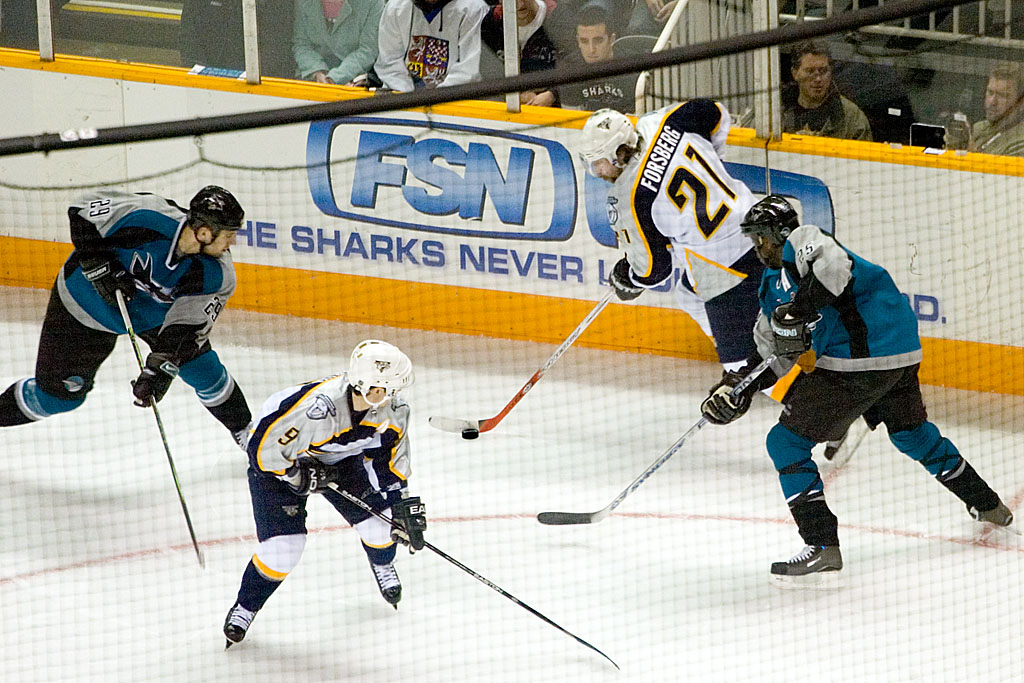
Forsberg (#21) im Dress der Nashville Predators (2007).

Die NHL-Spielzeit 2004/05 fiel aufgrund eines Lockouts komplett aus. Forsberg verbrachte die Saison bei seinem Ausbildungsverein MODO Hockey, bei dem sein Vater Kent Forsberg als Cheftrainer tätig war. Zu Beginn der NHL-Saison 2005/06 war Colorado gezwungen, mehrere Spieler abzugeben, um unter der neu eingeführten Gehaltsobergrenze (Salary Cap) zu bleiben. Während Stars wie Mannschaftskapitän Joe Sakic und Verteidiger Rob Blake gehalten werden konnten, mussten langjährige Leistungsträger wie Forsberg und Adam Foote das Team verlassen. Am 3. August 2005 unterschrieb der Schwede einen Zweijahresvertrag im Wert von 11,5 Millionen US-Dollar bei den Philadelphia Flyers, dem Franchise, das Forsberg 14 Jahre zuvor gedraftet hatte.
Forsberg erzielte in seiner ersten Saison für die Philadelphia Flyers 75 Scorerpunkte in 60 Spielen, bevor sein Team in der ersten Play-off-Runde den Buffalo Sabres unterlag. Zu Beginn der Saison 2006/07 wurde er zum Mannschaftskapitän der Flyers ernannt. Für die Flyers verlief diese Spielzeit sportlich nicht erfolgreich, das Team lag wenige Tage vor dem Ende der Transferperiode auf dem letzten Platz der National Hockey League. Da sich Forsberg nicht eindeutig dazu bekannte, seinen am Saisonende auslaufenden Vertrag mit den Flyers zu verlängern, und er auch ein Karriereende nicht vollständig ausschließen konnte, wurde er am 20. Februar 2007 zu den Nashville Predators transferiert. Philadelphia erhielt im Gegenzug die Spieler Scottie Upshall, Ryan Parent, sowie ein Erst- und Drittrunden-Wahlrecht für den NHL Entry Draft 2007. Durch die Verpflichtung Forsbergs erhofften sich die Predators neben sportlichem Erfolg in den anstehenden Play-offs auch mehr Fans und höhere Zuschauerzahlen im Sommet Center, der Heimspielstätte in Nashville.
Forsberg bestritt teamübergreifend 57 Partien in dieser Saison und erzielte dabei 55 Scorerpunkte. Es war das erste Mal in seiner NHL-Karriere, dass er einen Punkteschnitt von weniger als 1 pro Spiel erreichte. Die Nashville Predators schieden in der ersten Play-off-Runde nach fünf Spielen der Best-of-Seven-Serie gegen die San Jose Sharks aus.

### Auszeit, Rückkehr nach Colorado, Karriereausklang in Schweden (2008–2010)

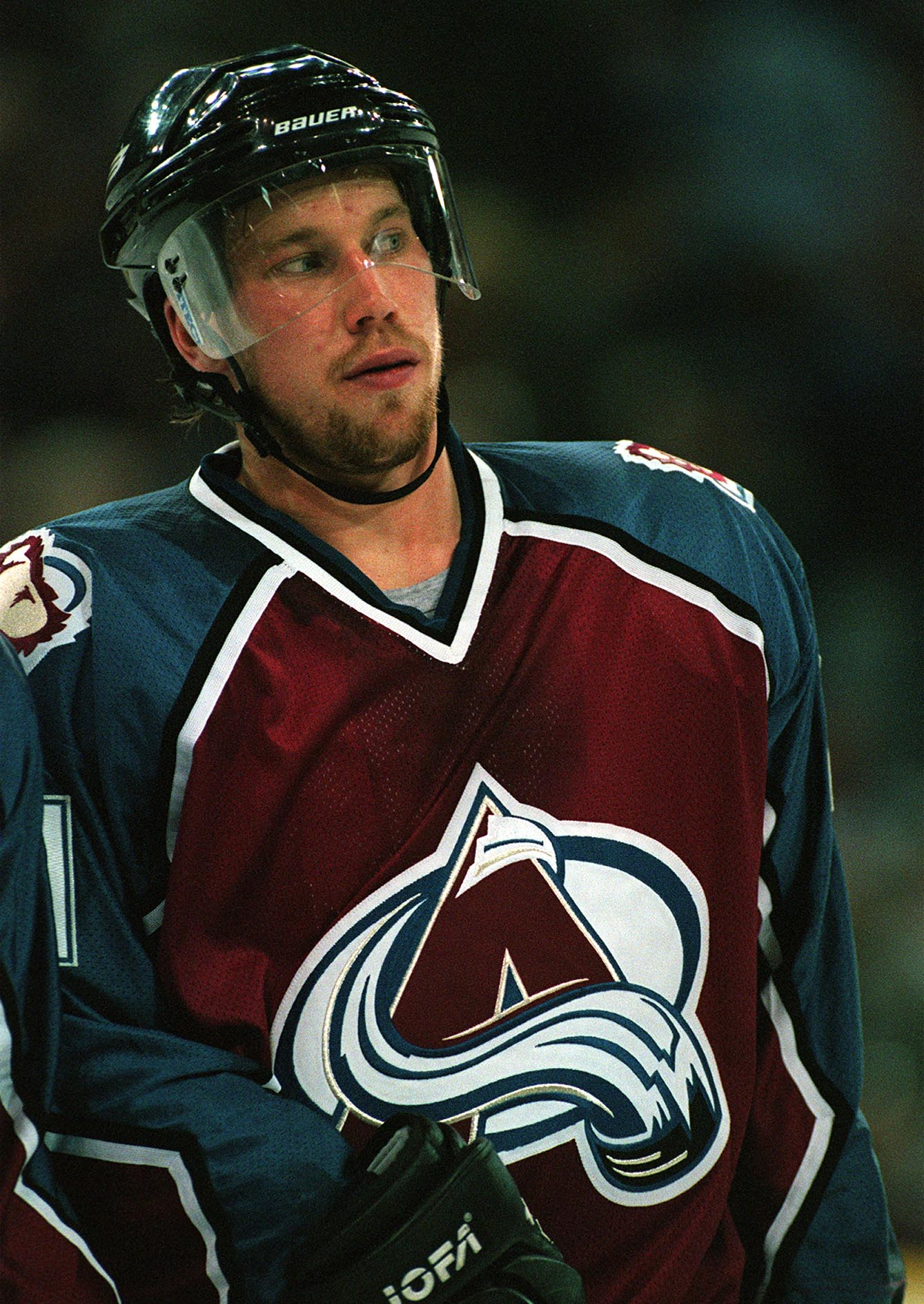
Peter Forsberg (1997).

Nachdem Forsberg zwischen 2003 und 2007 wegen verschiedener Verletzungen von 246 möglichen nur 156 Partien bestreiten konnte, ließ er sich im Sommer 2007 am rechten Knöchel operieren, der ihm seit den Play-offs 2003 immer wieder Probleme bereitet hatte. Anschließend setzte der vertragslose Spieler mehrere Wochen mit dem Training aus, um sich ausschließlich auf seine physische Heilung zu fixieren. Die Vielzahl von Verletzungen machte eine Verpflichtung Forsbergs zum großen Risiko. Im Herbst 2007 trainierte Forsberg mit der schwedischen Nationalmannschaft, um an dem im November dieses Jahres stattfindenden Karjala Cup teilnehmen zu können. Er brach das Training jedoch nach einer Stunde ab, da die Fußverletzung erneut auftrat. Daraufhin sagte er seine Teilnahme an dem Turnier ab. Laut eigener Aussage stand er zu diesem Zeitpunkt kurz vor dem Karriereende.
Am 25. Februar 2008 unterschrieb Forsberg erneut einen Vertrag bei der Colorado Avalanche. Der Kontrakt besaß bis zum Ende der NHL-Spielzeit 2007/08 Gültigkeit und war mit fünf Millionen US-Dollar dotiert. Aufgrund der bereits seit knapp fünf Monaten laufenden Saison betrug der eigentliche Verdienst Forsbergs rund eine Million US-Dollar.
Forsberg bestritt in der Folge neun Partien für die Avalanche, dabei erzielte er 14 Scorerpunkte. Sein Punkteschnitt von 1,56 pro Spiel war ligaweit der höchste. Zusätzlich kam er in sieben Play-off-Spielen zum Einsatz, bevor Colorado in der zweiten Runde den Detroit Red Wings unterlag. Trotz der zehnmonatigen Pause und der Operation im Sommer 2007 limitierten während dieser kurzen Rückkehr in die NHL Verletzungen an Knöchel und Leiste die Anzahl seiner maximal möglichen Einsätze.
Nach einer weiteren Operation mit anschließender Wettbewerbspause unterschrieb Forsberg am 30. Januar 2009 einen Vertrag bei MODO Hockey. In der Folge konnte er jedoch nur drei Partien für das Team aus seiner Heimatstadt Örnsköldsvik absolvieren, bevor er verletzungsbedingt erneut pausieren musste. In der Folgesaison bestritt er 23 Spiele für MODO, dabei gelangen ihm 30 Scorerpunkte.

### NHL-Comeback und Karriereende (2011)
Im August 2010 äußerte sich Forsberg pessimistisch über eine Fortsetzung seiner Karriere. Als Grund nannte er anhaltende Fußprobleme. Nach einer erneuten Operation am rechten Fuß begann er Anfang Dezember 2010 mit MODOs Juniorenteam zu trainieren.
Ab dem 22. Januar 2011 nahm Forsberg am Mannschaftstraining der Colorado Avalanche teil. Wenige Tage zuvor hatte er seinen Agenten beauftragt, nach einer Trainingsmöglichkeit bei dem Franchise aus Denver anzufragen. Sein Fuß machte ihm so wenig Probleme wie lange zuvor nicht, zudem wollte er sich mit NHL-Spielern messen, um sein eigenes Leistungspensum realistisch einschätzen zu können. Am 6. Februar 2011 unterschrieb Forsberg einen bis zum Ende der NHL-Saison 2010/11 laufenden Vertrag bei der Avalanche. In der Folge absolvierte er jedoch nur zwei Partien und gab nach erneut auftretenden Problemen mit seinem rechten Fuß am 14. Februar 2011 sein Karriereende bekannt.

### Internationale Karriere mit der schwedischen Nationalmannschaft

#### Junioren-Wettbewerbe

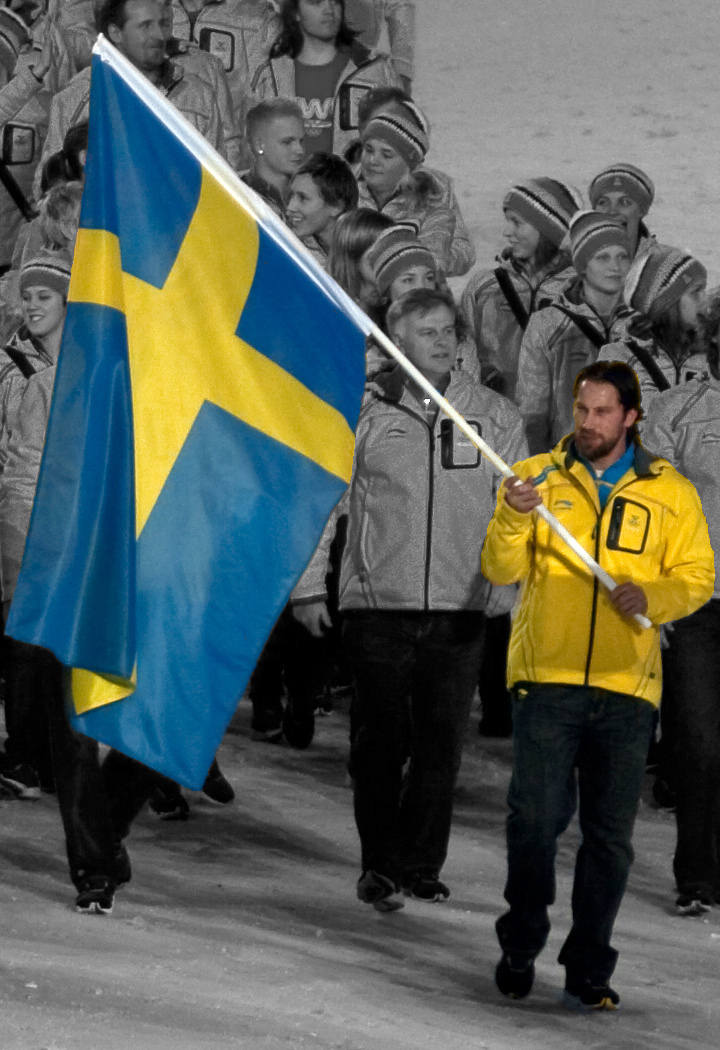
Forsberg führt die schwedische Delegation als Flaggenträger bei der Eröffnungsfeier der Olympischen Winterspiele 2010 an.

Peter Forsberg vertrat sein Heimatland mit der schwedischen Nationalmannschaft bei insgesamt 14 internationalen Wettbewerben. Seinen ersten Einsatz hatte er dabei bei der U18-Junioren-Europameisterschaft 1991, bei der seine Mannschaft den vierten Platz belegte und folglich einen Medaillengewinn verfehlte. Forsberg erzielte dabei in sechs Spielen fünf Tore und insgesamt 17 Scorerpunkte und war somit bester Scorer des Turniers. Seinen nächsten Einsatz hatte er bei der U20-Junioren-Weltmeisterschaft 1992, bei der die Schweden nach einer Finalniederlage gegen die Nationalmannschaft der Gemeinschaft Unabhängiger Staaten die Silbermedaille gewannen. 1993 stellte er bei der U20-Junioren-Weltmeisterschaft mit 24 Torvorlagen und insgesamt 31 Scorerpunkten neue Turnierrekorde auf. Forsberg erreichte mit seiner Mannschaft den zweiten Platz.

#### A-Nationalmannschaft
Forsberg debütierte bei der Weltmeisterschaft 1992 für Schwedens Herrenauswahl. Er kam dabei in allen acht Partien zum Einsatz und erspielte sich mit seiner Mannschaft nach einem Finalsieg gegen die finnische Auswahl die Goldmedaille. Bei der Weltmeisterschaft im Jahr darauf erreichte Forsberg mit seiner Mannschaft den zweiten Platz. Bei den Olympischen Winterspielen 1994 im norwegischen Lillehammer gewann die schwedische Auswahl nach einem 3:2-Sieg gegen die kanadische Nationalmannschaft die Goldmedaille. Das Finalspiel wurde im Shootout-Modus entschieden; Forsberg erzielte dabei den entscheidenden Treffer. Von diesem Moment wurde in Schweden eigens eine Briefmarke angefertigt. Forsberg war der erste Eishockeyspieler, dem in Schweden diese Ehre zuteilwurde.
Bei den Olympischen Winterspielen 1998 blieb die schwedische Mannschaft als fünftplatziertes Team ohne Medaillengewinn. Wenige Monate später wurde Forsberg als bester Stürmer der Weltmeisterschaft 1998 ausgezeichnet, nachdem er in sieben Partien elf Scorerpunkte erzielt hatte und mit seinem Team nach einem Sieg in der Finalserie gegen Finnland den ersten Platz belegt hatte. Bei den Weltmeisterschaften 2003 und 2004 unterlagen die Schweden jeweils im Finale der kanadischen Mannschaft.
Am 26. Februar 2006 gewann Forsberg seine zweite olympische Goldmedaille, als er mit seinem Team im Finale der Winterspiele 2006 die finnische Auswahl mit 3:2 bezwang. Seinen nächsten und letzten internationalen Einsatz hatte er bei den Olympischen Winterspielen 2010 im kanadischen Vancouver. Forsberg fungierte bei der Eröffnungsfeier als Flaggenträger der schwedischen Delegation. Die Entscheidung ihn als Flaggenträger zu wählen fiel erst kurz vor der Zeremonie.

„Ich fand erst gestern Nacht heraus, dass ich die Flagge tragen darf. Es ist eine riesige Ehre. Davon habe ich nicht einmal als kleines Kind zu träumen gewagt.“

Beim olympischen Eishockeyturnier belegte die schwedische Nationalmannschaft den fünften Platz und verfehlte somit einen Medaillenrang.

## Karrierestatistik

### Internationale Wettbewerbe
(Legende zur Spielerstatistik: Sp oder GP = absolvierte Spiele; T oder G = erzielte Tore; V oder A = erzielte Assists; Pkt oder Pts = erzielte Scorerpunkte; SM oder PIM = erhaltene Strafminuten; +/− = Plus/Minus-Bilanz; PP = erzielte Überzahltore; SH = erzielte Unterzahltore; GW = erzielte Siegtore; 1 Play-downs/Relegation; Kursiv: Statistik nicht vollständig)

## Nach der Karriere
Zum Zeitpunkt seines Rücktritts vom aktiven Sport lag Peter Forsberg mit durchschnittlich 0,898 Torvorlagen pro Spiel hinter Wayne Gretzky (1,320), Mario Lemieux (1,129) und Bobby Orr (0,982) auf Rang vier der National-Hockey-League-Geschichte. In der Kategorie Scorerpunkte pro Spiel belegte der Center mit einem Wert von 1,25 den zehnten Platz der Ligahistorie.
Am 20. April 2011 wurde Forsberg zum stellvertretenden Geschäftsführer von MODO Hockey ernannt.
Nach Forsbergs Karriereende wurde sein Trikot mit der Rückennummer 21 am 8. Oktober 2011 vor Colorados Eröffnungsspiel der Saison 2011/12 gegen die Detroit Red Wings im Rahmen einer feierlichen Zeremonie von der Colorado Avalanche unter die Hallendecke des Pepsi Centers gehängt. Während der Aufwärmphase trugen alle Spieler der Avalanche zu Ehren Forsbergs ein Trikot mit der Nummer 21, welche nie wieder an einen Spieler der Avalanche vergeben werden soll. Forsberg ist der vierte Spieler der Avalanche, dem diese Ehre zuteilwurde, nach dem Verteidiger Ray Bourque, Torwart Patrick Roy und Center Joe Sakic.

„Ich wäre hingegangen und hätte mir ein Ticket gekauft, um ihn anzusehen. Man wusste nie was er machen würde. Er war jemand sehr spezielles. Er hatte eine unverkennbare Bewegung, bei der er mit dem Puck hinter das Netz skatete, den Verteidiger traf und den Puck behielt, solche Dinge eben. Ich hatte genug Glück, dass ich mehrere Jahre mit ihm zusammen spielen durfte und es hat sehr viel Spaß gemacht. Ich versuchte immer den freien Raum zu finden und er spielte den Puck durch 15 Schlittschuhe und Schläger hindurch immer genau auf den Schläger seines Mitspielers.“

„Er ist einfach ein sehr netter Kerl, sehr bescheiden, auch sehr bodenstädig. Er hatte eine große Bedeutung für das Eishockey in Schweden. Für mich persönlich besonders die Art wie er das Spiel physisch sowie technisch dominierte. Sein Wille zu siegen war enorm.“

## Spielstil
Peter Forsberg war ein Spielmacher, dessen Passspiel in seiner Effektivität mit dem von Wayne Gretzky verglichen wurde. Der Center galt als harter Spieler und unermüdlicher Arbeiter. Er war ein sehr schneller Spieler, der neben einer guten Stocktechnik auch einen harten und sehr akkuraten Schuss besaß. Zudem wurde seine Kreativität auf dem Eis positiv erwähnt. Auf dem Höhepunkt seiner Karriere galt Forsberg als bester Spieler der Welt. Zudem bescheinigten ihm Mitspieler und Trainer gute Führungsqualitäten. Neben seinen Offensivfähigkeiten stach auch seine Defensivarbeit positiv hervor. Sein langjähriger Teamkollege Joe Sakic sagte, Forsberg sei der kompletteste Spieler der National Hockey League; ähnlich äußerte sich auch Claude Lemieux. Sports Illustrated bezeichnete Forsberg 1998 als besten Zwei-Wege-Spieler der Welt.
Forsbergs körperbetontes Spiel führte zu zahlreichen Verletzungen. Seine hohe Verletzungsanfälligkeit zum Ende seiner Karriere wird damit begründet, dass er seine harte Gangart viele Jahre beibehielt und in seiner Spielweise keine Zugeständnisse an sein Alter machte. So bestritt Forsberg wegen mehrerer körperlicher Beschwerden zwischen dem Ende der NHL-Saison 2006/07 und seinem Karriereende im Februar 2011 lediglich 44 Saison- und Play-off-Spiele sowie vier Partien bei den Olympischen Winterspielen 2010. Besonders sein rechter Fuß bereitete ihm immer wieder Probleme. Laut eigener Aussage bewegt sich die Anzahl der Operationen, der er sich wegen verschiedener Komplikationen an diesem Fuß unterziehen musste, im „zweistelligen Bereich“. Diese Fußprobleme traten erstmals in den Play-offs der NHL-Saison 2002/03 auf und führten letztlich zum Karriereende des Sportlers.

## Privates und Aktivitäten abseits des Eishockeysports

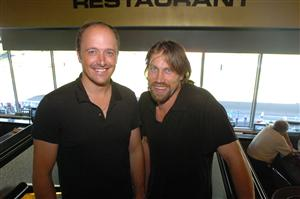
Forsberg (rechts) neben dem Pferdetrainer Robert Bergh (2007).

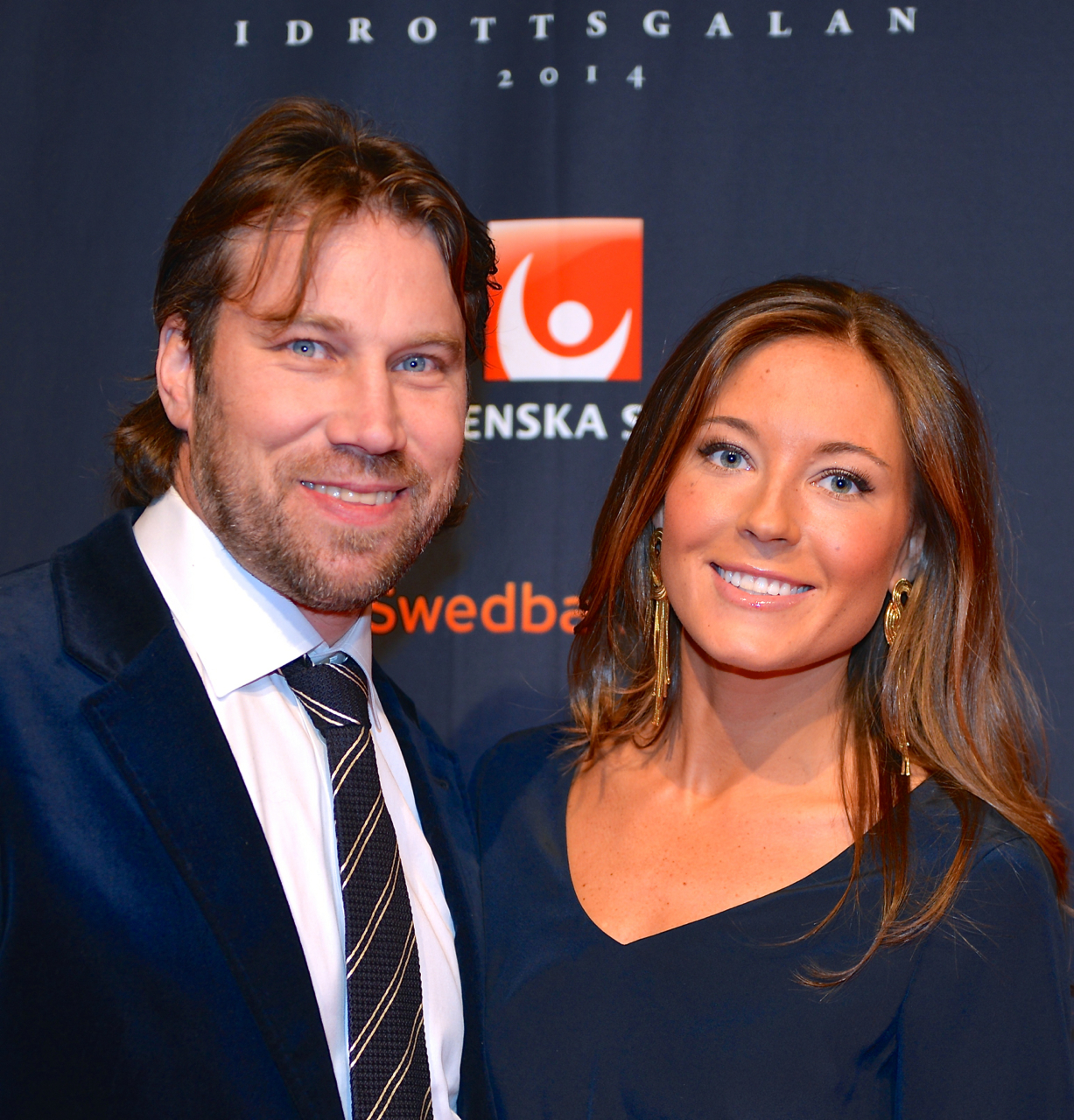
Forsberg und Nicole Nordin, Januar 2014

Forsberg begann im Alter von fünf Jahren mit dem Eishockeyspielen, um in die Fußstapfen seines älteren Bruders Roger zu treten. In seiner Jugend besuchte er gemeinsam mit Markus Näslund eine speziell auf die Förderung von Eishockeyspielern ausgerichtete Oberschule. Nach Beendigung seiner Spielerkarriere begann er ein Wirtschaftswissenschaftsstudium.
Gemeinsam mit seinem Vater Kent gründete Peter Forsberg die Entwicklungsgesellschaft Forspro Company. Forspro finanzierte unter anderem den Bau der Swedbank Arena, einer Sport- und Veranstaltungshalle in seiner Heimatstadt Örnsköldsvik. Zudem besaß Forsberg mit Pforce eine Firma, die Crocs importierte und vermarktete. Im Juli 2010 musste Pforce Insolvenz anmelden, nachdem das Unternehmen 2008 und 2009 hohe Verluste eingefahren hatte.
Forsberg ist Anhänger des Trabrennsports und nimmt mit eigenen Rennpferden an Wettbewerben teil. Darüber hinaus ist er Gründungsmitglied von Icebreakers, einer Eishockeymannschaft bestehend aus aktiven und ehemaligen schwedischen NHL-Spielern, die Benefizspiele für Kinder und Jugendliche aus der Provinz Västernorrland bestreitet.
Sein oft verwendeter Spitzname Foppa hat keine besondere Bedeutung in der schwedischen Sprache.
Mit seiner damaligen Freundin Nicole Nordin war er ab November 2010 verlobt. Im Februar 2012 gab Forsberg Nicoles Schwangerschaft bekannt. Das Paar bekam einen Jungen, zwei Jahre später eine Tochter und 2016 einen weiteren Sohn. Im Mai 2023 gaben Peter Forsberg und Nicole Nordin ihre Trennung über die Sozialen Medien bekannt.

## Erfolge und Auszeichnungen

### Schweden
| - 1993 Guldhjälmen - 1993 Guldpucken - 1994 Victoriastipendiet - 1994 Guldhjälmen - 1994 Guldpucken | - 1996 Viking Award - 1998 Viking Award - 1999 Viking Award - 2009 Stor Grabb |

### Nordamerika
| - 1995 NHL-Rookie des Monats April - 1995 Calder Memorial Trophy - 1995 NHL All-Rookie-Team - 1996 NHL All-Star-Game - 1996 NHL-Spieler des Monats Februar - 1996 Stanley-Cup-Gewinn mit der Colorado Avalanche - 1997 NHL All-Star-Game (verletzungsbedingte Absage) - 1998 NHL All-Star-Game - 1998 NHL First All-Star-Team - 1999 NHL All-Star-Game | - 1999 NHL First All-Star-Team - 2000 NHL All-Star-Game (verletzungsbedingte Absage) - 2001 NHL All-Star-Game - 2001 Stanley-Cup-Gewinn mit der Colorado Avalanche - 2003 NHL All-Star-Game - 2003 NHL-Spieler des Monats Februar - 2003 Hart Memorial Trophy - 2003 Art Ross Trophy - 2003 NHL Plus/Minus Award (gemeinsam mit Milan Hejduk) - 2003 NHL First All-Star-Team |

### Internationale Wettbewerbe

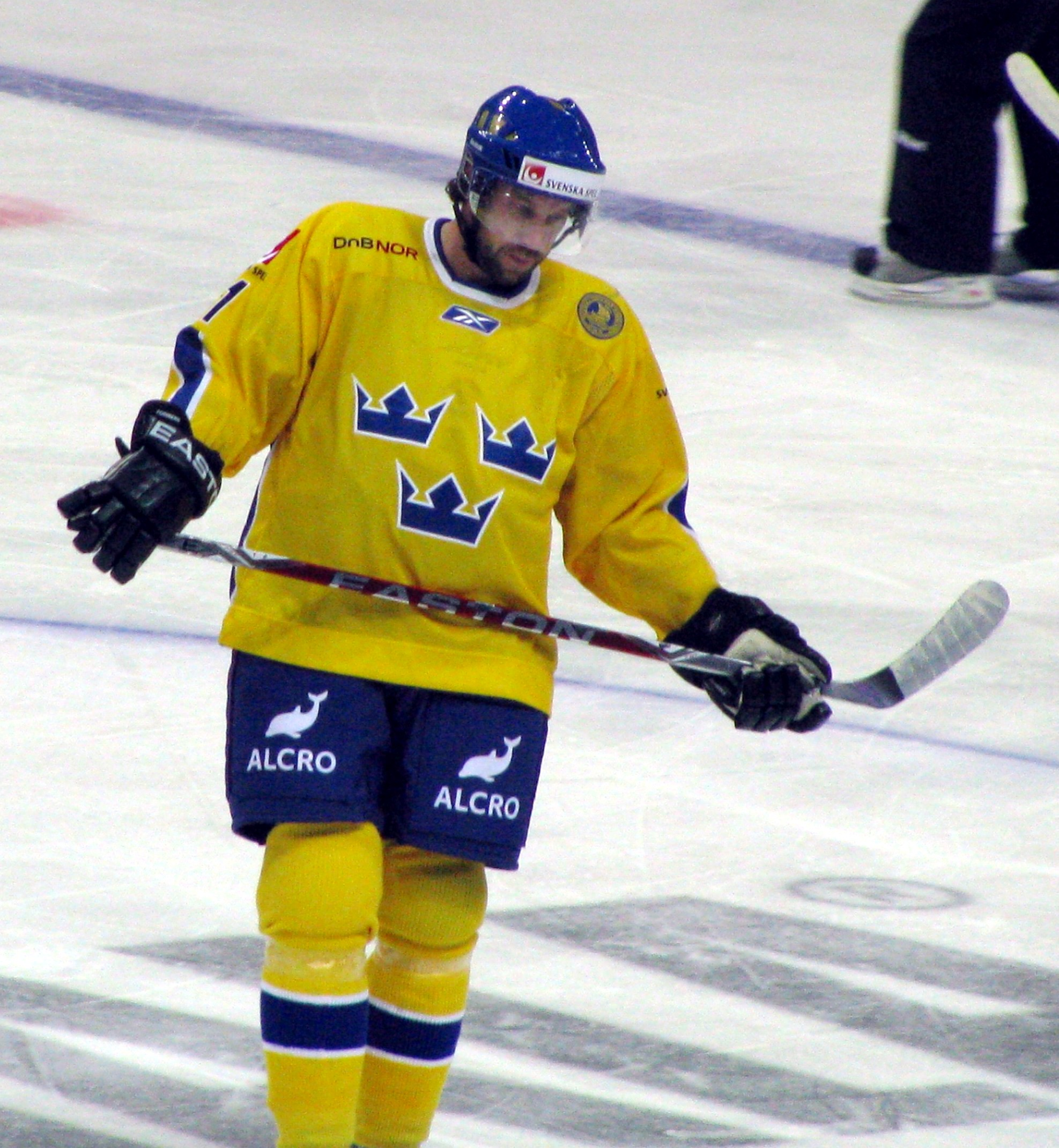
Forsberg im Trikot der schwedischen Nationalmannschaft.

| - 1991 Topscorer der Junioren-Europameisterschaft - 1991 Bester Vorlagengeber der Junioren-Europameisterschaft - 1992 Silbermedaille bei der Junioren-Weltmeisterschaft - 1992 Goldmedaille bei der Weltmeisterschaft - 1993 Silbermedaille bei der Junioren-Weltmeisterschaft - 1993 Bester Stürmer der Junioren-Weltmeisterschaft - 1993 Topscorer der Junioren-Weltmeisterschaft - 1993 Bester Vorlagengeber der Junioren-Weltmeisterschaft - 1993 All-Star-Team der Junioren-Weltmeisterschaft - 1993 Silbermedaille bei der Weltmeisterschaft | - 1994 Goldmedaille bei den Olympischen Winterspielen - 1996 Bronzemedaille beim World Cup of Hockey - 1998 Goldmedaille bei der Weltmeisterschaft - 1998 Bester Stürmer der Weltmeisterschaft - 1998 All-Star-Team der Weltmeisterschaft - 1998 Topscorer der Weltmeisterschaft - 1998 Bester Torschütze der Weltmeisterschaft (gemeinsam mit vier weiteren Spielern) - 2003 Silbermedaille bei der Weltmeisterschaft - 2004 Silbermedaille bei der Weltmeisterschaft - 2006 Goldmedaille bei den Olympischen Winterspielen |

### Sonstige
- 1996 Aufnahme in den Triple Gold Club
- 2013 Aufnahme in die IIHF Hall of Fame
- 2014 Aufnahme in die Hockey Hall of Fame